# Quinquérème
La quinquérème est un type de galère antique qui se caractérise par la présence de cinq rameurs par section verticale. Contrairement à la trière dont elle descend, les rameurs ne manœuvrent pas chacun leur aviron, mais sont plusieurs à pousser sur un seul.

## Origines
Au IVe siècle av. J.-C., après la guerre du Péloponnèse, il y eut une pénurie de rameurs assez expérimentés pour armer les trières. À Syracuse, Denys l'Ancien cherche alors une solution évitant d'avoir recours à des rameurs expérimentés. Il finit par créer des tétrères (quadrirèmes) et des pentères (quinquérèmes). L'appellation prêta longtemps à confusion pour les historiens : par analogie avec les trières ils s'imaginèrent des navires avec quatre et cinq rangs de rames. Mais une telle galère aurait été difficile à construire et de toute façon instable en mer. Par la suite il est même fait référence à des hexères, heptères et au-dessus, clairement le schéma de désignation était tout autre.
La tâche de comprendre leur construction est de plus compliquée par l'absence de restes archéologiques. Les historiens modernes semblent s'accorder sur le fait que le nombre désignait le nombre de rameurs et non de rames, sur chaque côté. La disposition exacte est inconnue, mais il semble assez vraisemblable qu'elles furent toutes au moins essayées. Après l'expédition de Sicile en -413, il était devenu évident que les rameurs des rangs supérieurs étaient vulnérables au tir de projectiles. On décida donc de les protéger grâce à un pont supérieur sur ces nouveaux navires.
Selon Polybe, l'équipage d'une quinquérème était de 300 rameurs, 120 fantassins et 50 marins. L'historien Fik Meijer suggère que les rameurs se répartissaient ainsi sur chaque côté :
- 58 thranites poussant sur les 29 rames supérieures,
- 58 zygites poussant sur les 29 rames médianes,
- 34 thalamites poussant sur les 34 rames inférieures.

Ces quinquérèmes ne semblent pas avoir été aussi stables que leurs ancêtres les trières, et leur avantage en vitesse était peu important. Les Grecs, soit par conservatisme ou à cause d'un nombre suffisant de rameurs entraînés, semblent avoir boudé cette nouveauté, la trière restant la force principale des marines méditerranéennes de l'époque.

## Les polyrèmes hellénistiques
L'époque hellénistique va relancer la course aux armements navals, la tendance pour les galères va être à cette époque au gigantisme. La Macédoine construisait des hexères. En -315 Antigone le Borgne construit des heptères. Son fils Démétrios Ier Poliorcète, en guerre contre Ptolémée Ier, lance alors des octères, puis des galères de neuf, dix, douze et finalement seize rameurs par section verticale.
Un changement dans la tactique navale explique l'apparition de tels monstres. Le montage des catapultes sur les navires lourds, qu'avait expérimenté Alexandre le Grand au siège de Tyr, permet d'anéantir l'avantage en mobilité des navires plus légers comme la trière. Leur usage n'est pas de couler les navires adverses, mais de diminuer leur mobilité en tuant et blessant une partie de leurs rameurs. Les galères légères sont plus vulnérables à ce type d'attaque car elles ont des rameurs en plus petit nombre et non couverts par un pont. Quelques coups au but dans leur banc de nage les mettent dans l'impossibilité de manœuvrer pour un éperonnage, il devient alors possible de les aborder sans risques. Les galères les plus lourdes sont au contraire très à l'aise dans ce genre de combat, car leur rameurs sont plus nombreux et mieux protégés, elles gardent donc plus facilement leur mobilité. De plus, elles embarquent plus facilement des catapultes du fait de leur taille, et pour la même raison une infanterie navale plus nombreuse qui leur donne un avantage déterminant lors de l'abordage. 
De véritables mastodontes des mers apparaissent, avec des avirons de 17 mètres, poussés par huit rameurs. Le rameur le plus à l'intérieur devait sans doute faire un pas en avant et un autre en arrière à chaque coup de rame. Lysimaque aurait construit la galère Leontophorus propulsée par 1600 rameurs et embarquant 1 200 soldats. L'historien J. S. Morrison suppose que ces modèles devaient être des catamarans, pour être réalisables. Plutarque décrit une quadragintarème (40) construite par Ptolémée IV avec 4000 rameurs, 3 000 soldats et 400 marins. Il ajoute cependant que c'était uniquement pour la parade car le bateau ressemblait tellement à un immeuble qu'il était quasiment impossible à mettre à l'eau.

## Les galères romaines
Les Romains qui ne se dotent d'une flotte de guerre qu'à partir de -264, au début de la première guerre punique, vont apporter la preuve que ces monstres peu mobiles sont à la merci d'attaques combinées de navires de taille plus raisonnable. Ils ne construisent ainsi que des trirèmes, des quadrirèmes et des quinquérèmes. Bien que toujours munis d'un éperon, leurs navires combattent principalement par abordage. Ils possèdent deux atouts : la qualité de leur infanterie navale, dérivée de leurs légionnaires, et le moyen de les faire parvenir à bord des navires ennemis, le corbeau. Cette invention mise en place durant la première guerre punique est une passerelle basculante pourvue d'un croc à son extrémité. Ce dernier se fiche dans le pont de l'adversaire et permet alors aux fantassins romains de parvenir facilement à bord du navire à conquérir, la supériorité de l'équipement pour le corps à corps de ceux-ci fait ensuite la différence. Utilisé lors des premières victoires navales de la première guerre punique, le corbeau est mentionné pour la dernière fois lors de la bataille du Cap Ecnome, en -256, 15 ans avant la fin de la première guerre punique.
La Bataille d'Actium voit la défaite de la flotte lourde égyptienne de Marc Antoine par celle plus mobile d'Octave. Par la suite, faute d'autre opposition que celle des pirates, la nécessité des navires les plus lourds devient moins évidente et la trirème devient prépondérante ; après 325, il n'existe plus de quinquérèmes.